# Prvenstvo Hrvatske u hokeju na ledu 1997./98.
Prvenstvo Hrvatske u hokeju na ledu za sezonu 1997./98. je drugi put zaredom osvojio Medveščak iz Zagreba.

## Sudionici
- INA, Sisak
- Medveščak, Zagreb
- Mladost, Zagreb
- Zagreb, Zagreb

## Ljestvica i rezultati

### Ligaški dio
| mj | klub      | ut | pob | ner | por | gol+ | gol- | bod |              |
| -- | --------- | -- | --- | --- | --- | ---- | ---- | --- | ------------ |
| 1. | Medveščak | 12 | 10  | 1   | 1   | 86   | 39   | 21  | za prvaka    |
| 2. | Mladost   | 12 | 8   | 1   | 3   | 131  | 46   | 17  | za prvaka    |
| 3. | Zagreb    | 12 | 5   | 0   | 7   | 68   | 65   | 10  | za 3. mjesto |
| 4. | INA Sisak | 12 | 0   | 0   | 12  | 29   | 164  | 0   | za 3. mjesto |

### Doigravanje
| klub1                      | serija       | klub2        | rezultati            |
| za 3. mjesto               | za 3. mjesto | za 3. mjesto | za 3. mjesto         |
| -------------------------- | ------------ | ------------ | -------------------- |
| Zagreb                     | 2-0          | INA Sisak    | 7:0*, 11:2           |
|                            |              |              |                      |
| za prvaka                  |              |              |                      |
| Medveščak                  | 3-1          | Mladost      | 3:4*, 3:2, 4:1*. 7:5 |
|                            |              |              |                      |
| * domaća utakmica za klub1 |              |              |                      |

## Hrvatski klubovi u međunarodnim ligama i natjecanjima
- Continental Cup
  - Medveščak, Zagreb
- Karpatska liga: 
  - Medveščak, Zagreb

## Poveznice i izvori
- passionhockey.com, Prvenstvo Hrvatske u hokeju na ledu 1997./98.